# Matteo Fedi
Pour les articles homonymes, voir Fedi.
Matteo Fedi, né le 11 novembre 1988 à Pistoia, est un coureur cycliste italien.

## Biographie
Matteo Fedi passe professionnel en 2011 en signant pour l'équipe Ceramica Flaminia-Fondriest.

## Palmarès
- 2006
  - Trophée de la ville d'Ivrée
- 2007
  - Coppa 29 Martiri di Figline di Prato
- 2008
  - 3e de la Coppa 29 Martiri di Figline di Prato
- 2009
  - Coppa Comune di Castiglion Fiorentino
- 2010
  - Champion de Toscane sur route espoirs
  - Giro Pesche Nettarine di Romagna :
    - Classement général
    - 5e étape

  - Coppa Guinigi
  - 3e de la Coppa Comune di Castelfranco

## Classements mondiaux
| Année           | 2007   | 2008 | 2009 | 2010 | 2011 | 2012 | 2013 |
| --------------- | ------ | ---- | ---- | ---- | ---- | ---- | ---- |
| UCI Europe Tour | 1 108e | 667e |      |      |      |      | 669e |